# シルウェステル3世 (ローマ教皇)
シルウェステル3世（Silvester III、? - 1063年10月?）は、ローマ教皇（在位：1045年1月20日 - 1045年3月10日?）。ローマ生まれ。実名はクレッシェンツィ・オッタヴィアーニのヨハネス（Ioannes Crescenzi Ottaviani）。
先代の教皇ベネディクトゥス9世がローマを放逐された1044年、激しく長期の内輪揉めを経て、1045年1月にサビーナ司教であったヨハネスが教皇に選出され、シルウェステル3世を名乗ることとなる。シルウェステル3世は賄賂によって教皇に選ばれたと後世非難されたが、その証拠は確認されていない。
ヨハネスがシルウェステル3世に就任して間もなく、ベネディクトゥス9世はシルウェステル3世の破門を発布し、3カ月以内にローマに帰還、そしてローマからヨハネスを追放した。そのヨハネスはサビーナに戻って司教職に再任した。
およそ2年後の1046年12月に神聖ローマ皇帝ハインリヒ3世によって開催されたストリ教会会議では、ヨハネスの司教職と司祭職の剥奪、および修道院送致が決定された。しかし、この処罰が延期されたことは明らかとなっている。というのもヨハネスがサビーナの司教であったという1062年までの記録が残っているからである。ヨハネスの後任の司教は1063年10月に就任したとの史料もあり、そこではヨハネスの死去に伴う後任であると記載されている。
シルウェステル3世を対立教皇と見做す意見も多く存在するが、バチカンの歴代教皇の一覧には正式な教皇として名を連ねており、在位は1046年とされているという。